# Campeonato Europeo de Patinaje de Velocidad sobre Hielo de 2004
El XCVIII Campeonato Europeo de Patinaje de Velocidad sobre Hielo se celebró en  Heerenveen (Países Bajos) del 9 al 11 de enero de 2004 bajo la organización de la Unión Internacional de Patinaje sobre Hielo (ISU) y la Federación Neerlandesa de Patinaje sobre Hielo.
Las competiciones se realizaron en el estadio Thialf de la ciudad neerlandesa.

## Resultados

### Masculino
| Evento                      | Oro                                        | Plata                                        | Bronce                                          |
| --------------------------- | ------------------------------------------ | -------------------------------------------- | ----------------------------------------------- |
| 500 m (09.01)               | Mika Poutala · Finlandia · 36,09 s         | Mark Tuitert · Países Bajos · 36,18 s        | Jan Friesinger · Alemania · 36,35 s             |
| 1500 m (10.01)              | Mark Tuitert · Países Bajos · 1:47,41      | Yevgueni Lalenkov · Rusia · 1:48,01          | Carl Verheijen · Países Bajos · 1:48,80         |
| 5000 m (09.01)              | Carl Verheijen · Países Bajos · 6:26,43    | Mark Tuitert · Países Bajos · 6:27,63        | Gianni Romme · Países Bajos · 6:29,88           |
| 10 000 m (11.01)            | Carl Verheijen · Países Bajos · 13:22,91   | Gianni Romme · Países Bajos · 13:26,34       | Lasse Sætre · Noruega · 13:28,29                |
| Clasificación total (11.01) | Mark Tuitert · Países Bajos · 151,691 pts. | Carl Verheijen · Países Bajos · 152,194 pts. | Jochem Uytdehaage · Países Bajos · 152,718 pts. |

### Femenino
| Evento                      | Oro                                        | Plata                                       | Bronce                                          |
| --------------------------- | ------------------------------------------ | ------------------------------------------- | ----------------------------------------------- |
| 500 m (09.01)               | Anni Friesinger · Alemania · 39,28 s       | Wieteke Cramer · Países Bajos · 39,53 s     | Claudia Pechstein · Alemania · 40,08 s          |
| 1500 m (10.01)              | Renate Groenewold · Países Bajos · 1:57,81 | Anni Friesinger · Alemania · 1:58,24        | Claudia Pechstein · Alemania · 1:58,37          |
| 3000 m (10.01)              | Gretha Smit · Países Bajos · 4:07,96       | Anni Friesinger · Alemania · 4:08,28        | Renate Groenewold · Países Bajos · 4:08,45      |
| 5000 m (11.01)              | Gretha Smit · Países Bajos · 6:58,34       | Claudia Pechstein · Alemania · 7:03,15      | Anni Friesinger · Alemania · 7:06,44            |
| Clasificación total (11.01) | Anni Friesinger · Alemania · 162,717 pts.  | Claudia Pechstein · Alemania · 163,412 pts. | Renate Groenewold · Países Bajos · 163,863 pts. |

## Medallero
- Solo se otorgan medallas en la clasificación general.

| Núm. | País         | Oro | Plata | Bronce | Total |
| ---- | ------------ | --- | ----- | ------ | ----- |
| 1    | Países Bajos | 1   | 1     | 2      | 4     |
| 2    | Alemania     | 1   | 1     | 0      | 2     |
|      | TOTAL        | 2   | 2     | 2      | 6     |